# Dourdain
Dourdain (bretonisch: Dourdan; Gallo: Dórdaen) ist eine französische Gemeinde mit 1.225 Einwohnern (Stand: 1. Januar 2022) im Département Ille-et-Vilaine in der Region Bretagne; sie gehört zum Arrondissement Rennes und zum Kanton Liffré. Die Einwohner werden Dourdanais genannt.

## Geographie
Dourdain liegt etwa 25 Kilometer ostnordöstlich von Rennes. Umgeben wird Dourdain von den Nachbargemeinden Livré-sur-Changeon im Norden und Nordosten, Val-d’Izé im Osten und Südosten, La Bouëxière im Süden und Westen sowie Liffré im Westen und Nordwesten.

## Bevölkerungsentwicklung
| Jahr                       | 1962 | 1968 | 1975 | 1982 | 1990 | 1999 | 2006 | 2017 |
| Einwohner                  | 702  | 680  | 588  | 560  | 594  | 706  | 927  | 1159 |
| Quellen: Cassini und INSEE |      |      |      |      |      |      |      |      |

## Sehenswürdigkeiten
- Kirche Saint-Pierre aus dem 15./16. Jahrhundert (siehe auch: Liste der Monuments historiques in Dourdain)
- Kapelle Notre-Dame-de-toutes-Aides-et-Notre-Dame-des-Sept-Douleurs, von La Giolais aus dem Jahre 1743

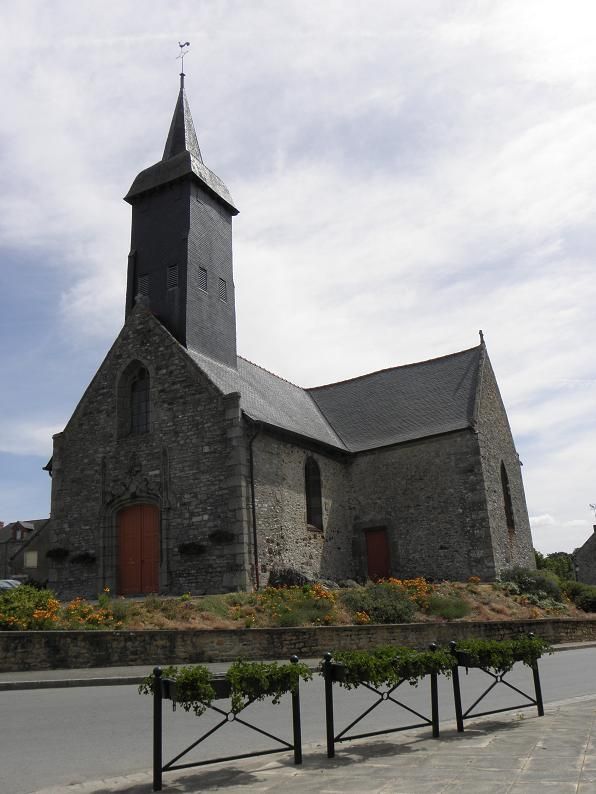
Kirche Saint-Pierre